# Bubovice

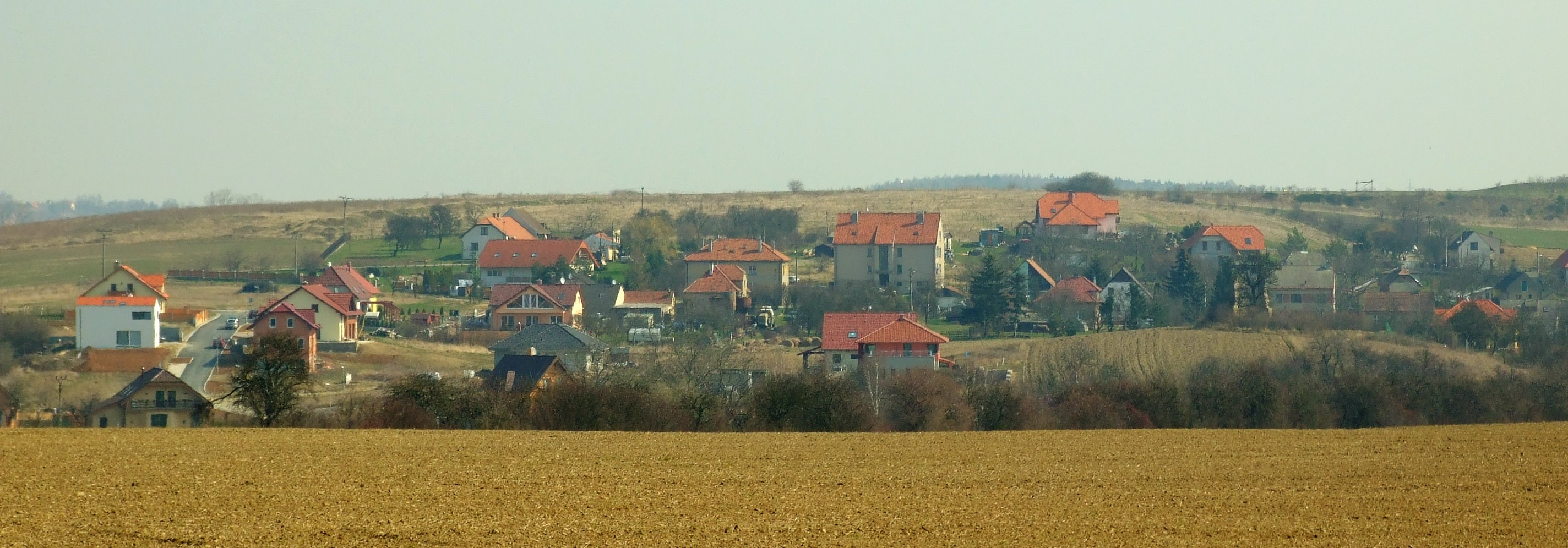
Teilansicht des Dorfes

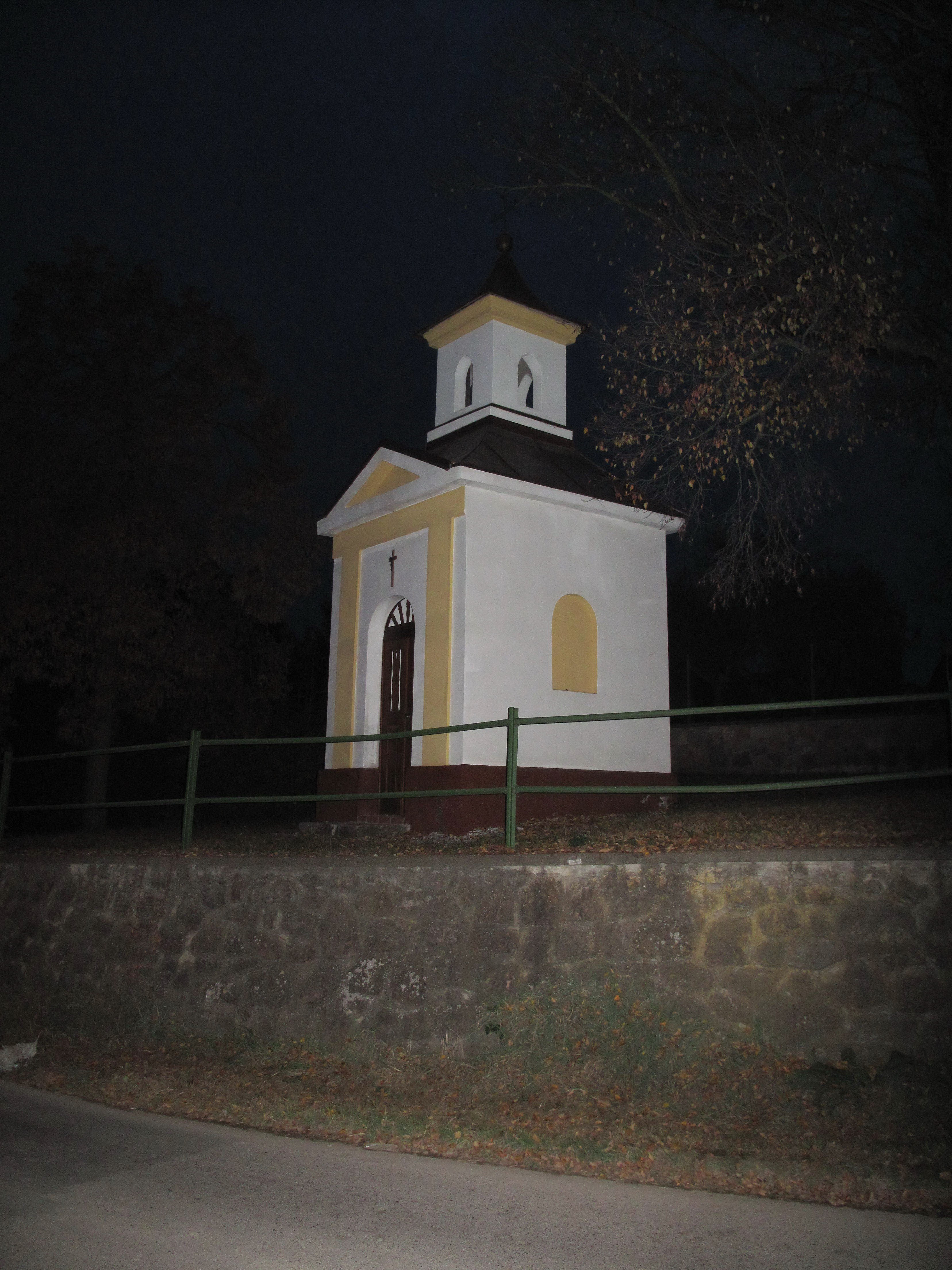
Kapelle

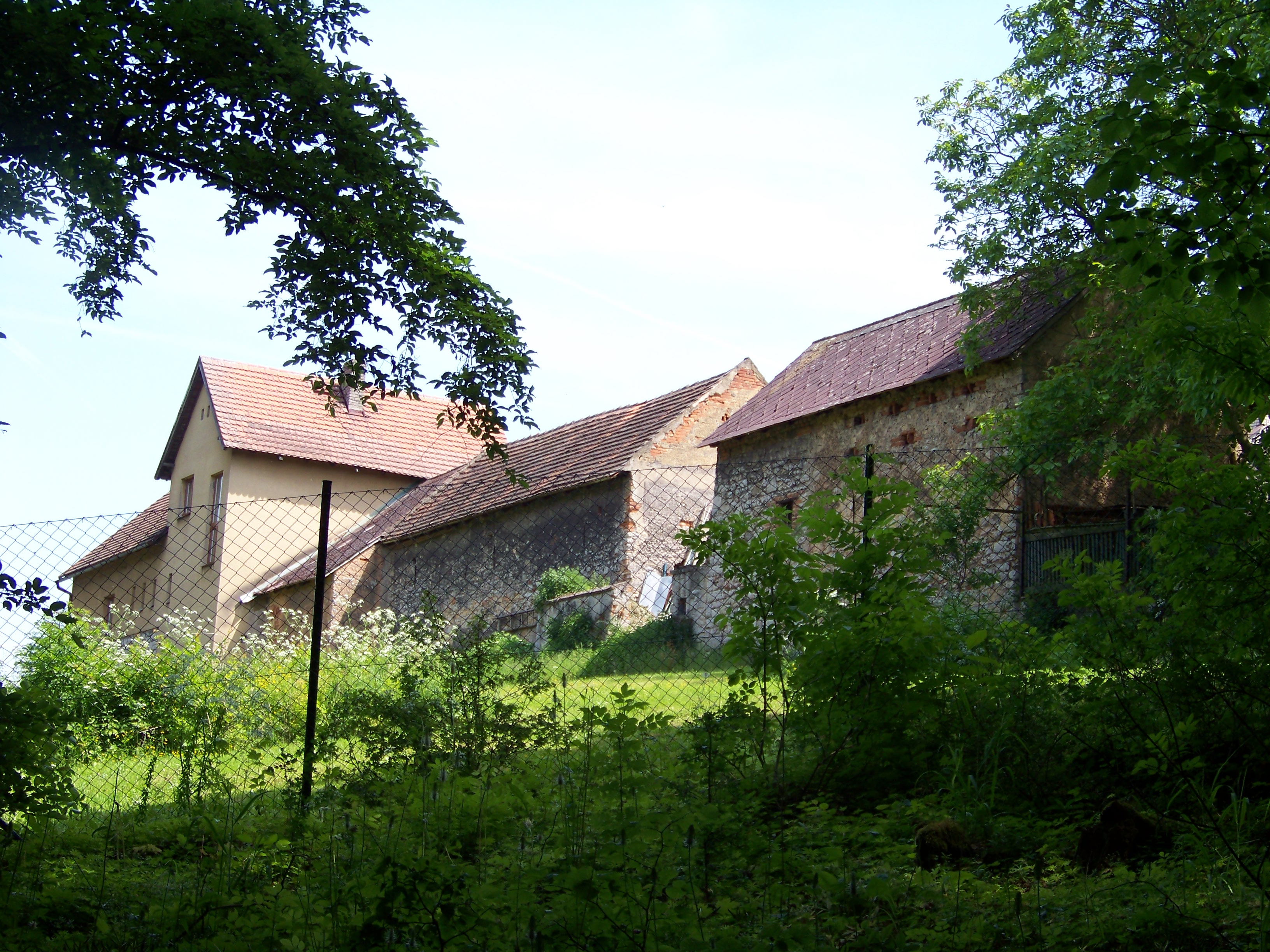
Boubová

Bubovice (deutsch Bubowitz) ist eine Gemeinde in Tschechien. Sie liegt sieben Kilometer östlich von Beroun und gehört zum Okres Beroun.

## Geographie
Bubovice befindet sich im Quellgebiet des Baches Bubovický potok in der Karlštejnská vrchovina (Karlsteiner Hügelland). Das Dorf liegt am Rande des Landschaftsschutzgebietes Český kras (Böhmischer Karst), gegen Westen erstreckt sich das Nationale Naturreservat Karlštejn. Am nordöstlichen Ortsrand befindet sich der Flugplatz Bubovice (LKBU). Der Ort wird von zahlreichen Kalksteinbrüchen umgeben. Südlich erheben sich die Přední hora (427 m n.m.) und die Paní hora sowie im Südwesten der Doutnáč (433 m n.m.)
Nachbarorte sind Černidla, Jánská, Loděnice und V Hačkách im Norden, Mezouň, Vysoký Újezd und Lužce im Nordosten, Kozolupy, Trněný Újezd und Roblín im Osten, Dolní Roblín und Mořina im Südosten, Budňany und Srbsko im Süden, Boubová und Hostim im Südwesten, Svatý Jan pod Skalou und Záhrabská im Westen sowie Sedlec und Vráž im Nordwesten.

## Geschichte
Bubovice wurde 1333 durch den Vladiken Jindřich von Malowar gegründet und gehörte von Anfang an zu den Besitzungen der Propstei St. Johann. In den Urbarien des Klosters Insula von 1334, 1353 und 1366 ist das Dorf als klösterlicher Besitz aufgeführt. Nachdem das Kloster Insula 1420 und zwei Jahre später auch die Propstei St. Johann durch die Hussiten zerstört worden waren, bemächtigte sich König Sigismund des Dorfes und überschrieb es 1436 an Mikuláš von Lidice. Im 16. Jahrhundert erlangte die Abtei St. Johann das Dorf zurück und hielt es mit Ausnahme der Jahre 1619–20 dauerhaft in ihrem Besitz. Im Jahre 1714 ließ Abt Emilian Kotterowsky (Emilián Kotterovský) auf der nördlich des Bubowitzer Dorfplatzes gelegenen Kuppe die Kapelle des hl. Adalbert errichten. 1785 wurde die Abtei St. Johann im Zuge der Josephinischen Reformen aufgehoben, ihre Güter fielen dem Religionsfonds zu. 1790 erfolgte der Verkauf des Allodialgutes St. Johann an Christian Franz Graf Swéerts-Sporck, dessen Erben es an Joachim Ritter von Schirnding veräußerten. Dieser verkaufte das Gut St. Johann 1819 an Walburga von Lackner, geborene Pachmann. Diese heiratete später Maximilian Berger, der nach ihrem Tode 1846 die Güter erbte. Bubowitz war Sitz eines der beiden Forstreviere der Herrschaft, das 539 Joch 740 Quadratklafter bewirtschaftete.
Im Jahre 1847 bestand das im Berauner Kreis gelegene Dorf Bubowitz, auch Bubowice bzw. Bukowice genannt, aus 38 Häusern mit 340 Einwohnern. Im Ort gab es einen Meierhof mit Schäferei, ein Forsthaus, eine Ziegelhütte, ein Wirtshaus und eine Pottaschensiederei. Über dem Dorf befand sich die Ruine der Adalbertikapelle. Abseits lag eine Abdeckerei. Die Haupterwerbsquelle bildete die Landwirtschaft. Pfarrort war St. Johann. Bis zur Mitte des 19. Jahrhunderts blieb das Dorf dem Allodialgut St. Johann untertänig.
Nach der Aufhebung der Patrimonialherrschaften bildete Bubovice / Bubowitz ab 1850 eine Gemeinde im Gerichtsbezirk Beraun. 1868 wurde die Gemeinde dem Bezirk Hořowitz zugeordnet. Seit 1936 gehört Bubovice zum Okres Beroun.

## Gemeindegliederung
Für die Gemeinde Bubovice sind keine Ortsteile ausgewiesen. Zu Bubovice gehört die Einschicht Boubová (Bauhowa).

## Sehenswürdigkeiten
- Kapelle am Dorfplatz
- Ruine der barocken St.-Adalbert-Kapelle, auf einer Kuppe nördlich des Dorfplatzes. Der ehemals mächtige Kapellenbau mit oktogonalem Grundriss wurde 1714 zusammen mit der Heilig-Kreuz-Kapelle bei Svatý Jan pod Skalou errichtet und war möglicherweise ein Werk von Christoph Dientzenhofer. Nach der Aufhebung des Klosters St. Johann wurde die Kapelle aufgehoben und zu Beginn des 19. Jahrhunderts großteils als Baumaterial verkauft.
- Stillgelegte Kalksteinbrüche
- Bergbaufreilichtmuseum Solvayovy lomy - Paraple